# Змей Горянин (писател)
Светозар (Светлозар) Акендиев Димитров, известен с псевдонима Змей Горянин, е български писател.

## Биография
Роден е на 11 януари 1905 г. в Русе. Произхожда от чиновническо семейство. Завършва гимназия в родния си град (1924).
До 1930 е чиновник в Русе в Общинското земеделско стопанство и в печатница „Учител“. От 1930 живее в София. Работи като счетоводител в Дирекция на Храноизнос, по-късно в Дирекция на печата към Министерство на външните работи и изповеданията.
От 1942 се отдава изцяло на литературна дейност. Първите му литературни опити датират от 1923, когато печата ученическите си стихотворения в списанията „Светли зари“, „Ученическа мисъл“, „Изгрев“. Сътрудничи с критични бележки, стихове, хумор и сатира на списанията „Хиперион“, „Българска мисъл“, на вестиците „Литературен глас“, „Светлоструй“, в седмичните лит. страници на всекидневниците „Зора“, „Време“, „Пладне“, „Земеделско знаме“ и др.
Автор е на разкази, повести, романи и пиеси най-често с историческа тематика. По-голяма част от произведенията му пресъздават българските националноосвободителни борби. Първите си исторически разкази печата през 1929 г. в пловдивското юношеско списание „Детски живот“. Книгите си от библиотека „Робство и освобождение“ по-късно събира в сборника „Непобедимите“. Участва с отделни исторически разкази в библиотека „Герои“ под редакцията на Лъчезар Станчев. Издава книжки от библиотеките за деца и юноши „Златен клас“, „Отбрани приказки“, „Джудже“, „Завети“, „Родно гнездо“, „Златна библиотека“, „Древна България“, „Чудните книжки“.
Превежда от руски и френски.
Публикувал е над 50 книги и брошури. Сред тях са автобиографичната повест „Червеният хотел“ и исторически романи, сред които особено място заемат „Кнез Иван Кулин“, трилогията „Дунавът тече“, „Бачо Киро“, „Звезда керванджийка“. Освен страстта към писането той има и друга страст – филателията. Заедно с Елин Пелин взима най-близко участие в списването и редактирането на списание „Българска марка“. Любимо занимание му е и резбарството.
През 1942 г. той за кратко е цензор в Дирекцията по печата. И за тази му дейност след Деветосептемврийския преврат в 1944 г. така нареченият Народен съд го осъжда през април 1945 г. на една година затвор. Книгите му попадат в Списъка на фашистката литература и са иззети от библиотеките. Когато излиза от затвора Георги Караславов, Христо Радевски, Младен Исаев няколко пъти му предлагат публично да се разкае, за да бъде реабилитиран, но Змей Горянин категорично отказва:
| „ | Та именно те най-добре знаят, че не съм спирал ничий труд да излезе. Защо да декларирам нещо, което е факт. | “ |

Последните години от живота си прекарва в манастира „Седемте престола“. Умира при неизяснени обстоятелства. Погребан е в двора на манастира, до гроба на приятеля си игумен и езотерик Христофор Клопов, с когото е имал богата езотерична библиотека.
Други псевдоними на Змей Горянин: Камен Къщов, Стоимен Найденов, Селестен, Станимир Станев, Аджер, Димитър Соколов, Марин Василев, Захари Лютаков и др.
Личният архив на Змей Горянин се съхранява в Централния държавен архив. Обхваща 281 архивни единици от периода 1905 – 1968 г.

## Произведения
- Димитров, Светлозар. Аз и другият. Русе: Северянин, 1928.
- Змей Горянин, Кнез Иван Кулин. Повест. София, 1936
- Змей Горянин, Бачо Киро: Кн. 1 – 2. София: Древна България, [1937].
- Змей Горянин, Дунавът тече: Трилогия. София: Древна България, [1938 – 1940].
- Змей Горянин, Георги Войтех. София: Древна България, [1939].
- Змей Горянин, В освободена Добруджа: Пътни бележки, 1941.
- Змей Горянин. Звезда керванджийка. 1942.
- Змей Горянин, Духът на българина. С предг. от Петър Боев. София, 1941. (2 изд. 1944)
- Змей Горянин, Безстрашният войвода. [София, 1943].
- Змей Горянин, Бог забавя, ала не забравя. Приказка. Ил. В. Лазаркевич. София: Г. Жечев, [1943].
- Змей Горянин, Веселият Врабчо. Приказка. Ил. В. Лазаркевич. София: Г. Жечев, [1943].
- Димитров, Светлозар. Бачо Киро, Батак, Перушица: Ист. разказ. София: Ив. Коюмджиев, 1976.
- Димитров, Светлозар. Гръцки владици: Братя Миладинови. Рис. Никола Тузсузов. София: Ив. Коюмджиев, [1976].
- Димитров, Светлозар. Капитан Мамарчов: Ист. разкази. София: Ив. Коюмджиев, [1976].
- Димитров, Светлозар. Хъшове: Ист. разкази. София: Ив. Коюмджиев, [1976].
- Димитров, Светлозар. Родината под робство: Кн. 1 – 2. София: Ив. Коюмджиев, [1976].
- Змей Горянин, Лудориите на котарака Панчо: Весели стихотворения за деца. Нарис. Анета Трифонова. – София: Златен телец, 1992. ISBN 954-8285-01-0
- Змей Горянин, Епиграми. Състав. Вихрен Чернокожев, Росица Чернокожева; [Предг. Вихрен Чернокожев]. – София: Бълг. сбирка, 2000 (София: Унив. изд. Св. Климент Охридски). ISBN 954-9502-38-4
- Змей Горянин, Майчина вяра. Състав. Васил Балевски. – София: Издателски център Боян Пенев, 2003. ISBN 954-8712-24-5
- Змей Горянин, Кондика на Светата Бачковска ставропигиална. София: Изд. център „Боян Пенев“, 2009. ISBN 978-954-8712-58-3
- Змей Горянин, Ру [кратка проза], [Русе], [2015]: Gaiana, включва и фототипна част, София, 1939, библ. Златни зърна, 74 с., ISBN 978-954-8633-52-9

## Памет
- На Змей Горянин е наречена улица в квартал „Драгалевци“ в София (Карта).
- През март 2012 г. в Русенския университет е проведена кръгла маса на тема „Змей Горянин“. Докладите са публикувани в сборника „Да повикаш Бог. Книга за Змей Горянин“ (Русенски университет „А. Кънчев“, Русе, 2013, съст. В. Донева, М. Душкова, Р. Русев, ISBN 978-954-8467-99-5) [2]. В сборника са включени 13 доклада и 5 приложения. Приложение 1: Творби на Светлозар Димитров, публикувани в „Северянин“ (1926 – 1929) – Русе; Приложение 2: Опис на творбите на Светлозар Димитров, отпечатани в сп. „Духовна култура“ (1947 – 1958) – София; Приложение 3: Подборка на стихотворенията на Светлозар Димитров, отпечатани в сп. „Духовна култура“; Приложение 4: Честотен речник на псевдонимите, използвани от Светлозар Димитров, отпечатани в сп. „Духовна култура“; Приложение 5: Библиография за Змей Горянин.
- В Русе е основано Русенско обществено за културно и историческо наследство „Змей Горянин“ с председател инж. Атанас Колев (ноември 2013).
- През април 2015 г. Регионалната библиотека „Любен Каравелов“ организират национална кръгла маса „Змей горянин – непознатият“ [3]. Форумът е посветен на 110 години от рождението на писателя. В същата година е публикуван сборникът „Змей Горянин – непознатият“ (Регионална библиотека „Любен Каравелов“, Русе, 2015, ISBN 978-954-9664-71-3, съст. Т. Евтимова). В сборника са публикувани 24 доклада, както и рисунки и епиграми с автор Змей Горянин.